# Control (album Janet Jackson)
Control è il terzo album della cantautrice statunitense Janet Jackson, prodotto da Jimmy Jam & Terry Lewis venne pubblicato nel 1986 dalla A&M Records.
Terzo album da solista della cantante, Control rappresentò l'indipendenza artistica della Jackson e fu il suo primo grande successo, raggiungendo la posizione numero 1 della classifica statunitense Billboard 200 mentre 5 dei 7 singoli estratti raggiunsero le prime 5 posizioni della Billboard Hot 100 tra cui la ballad When I Think of You che divenne la prima numero 1 della sua carriera. L'album ricevette varie nomination e premi tra cui cinque nomination ai Grammy Awards tra cui una come "Album dell'anno" e valse un Grammy ai produttori dell'album, Jimmy Jam & Terry Lewis come "Produttore dell'anno, musica non classica".

## Descrizione

### Antefatti
I due album precedenti di Janet, Janet Jackson e Dream Street, non erano stati dei grandi successi né di pubblico né di critica, in parte a causa dello stretto controllo creativo esercitato dal padre/manager Joseph e dell'inesperienza della cantante, sedicenne ai tempi della pubblicazione del suo primo lavoro. Il padre non le permise di partecipare al processo creativo e il contenuto risultò essere solo un riflesso di ciò che probabilmente avrebbe fatto sentire un padre a suo agio sentendolo cantare dalla figlia adolescente. A 18 anni, Janet Jackson sposò, in gran segreto, il musicista James DeBarge; il matrimonio venne scoperto dalla sua famiglia che le chiese di annullarlo, richiesta alla quale acconsentì. La Jackson tornò allora a Encino a vivere con la sua famiglia e lasciò la serie Saranno Famosi, alla quale aveva preso parte, per dedicarsi al prossimo album. Dopo l'insuccesso dei primi due album, la A&M non credeva più nell'artista ma John McClain, amico di famiglia e produttore dell'etichetta, riteneva che la cantante avesse delle qualità nascoste: 
(John McClain a Rolling Stone, 1990)
McClain le fece conoscere due musicisti che, secondo lui, facevano al caso suo: Jam e Lewis della band The Time, che l'artista aveva già visto esibirsi e, inoltre, Jesse Johnson, il chitarrista del gruppo, aveva prodotto due brani su Dream Street. Con l'approvazione di suo padre, Janet si recò a Minneapolis per l'inizio delle registrazioni del nuovo album.

### Panoramica

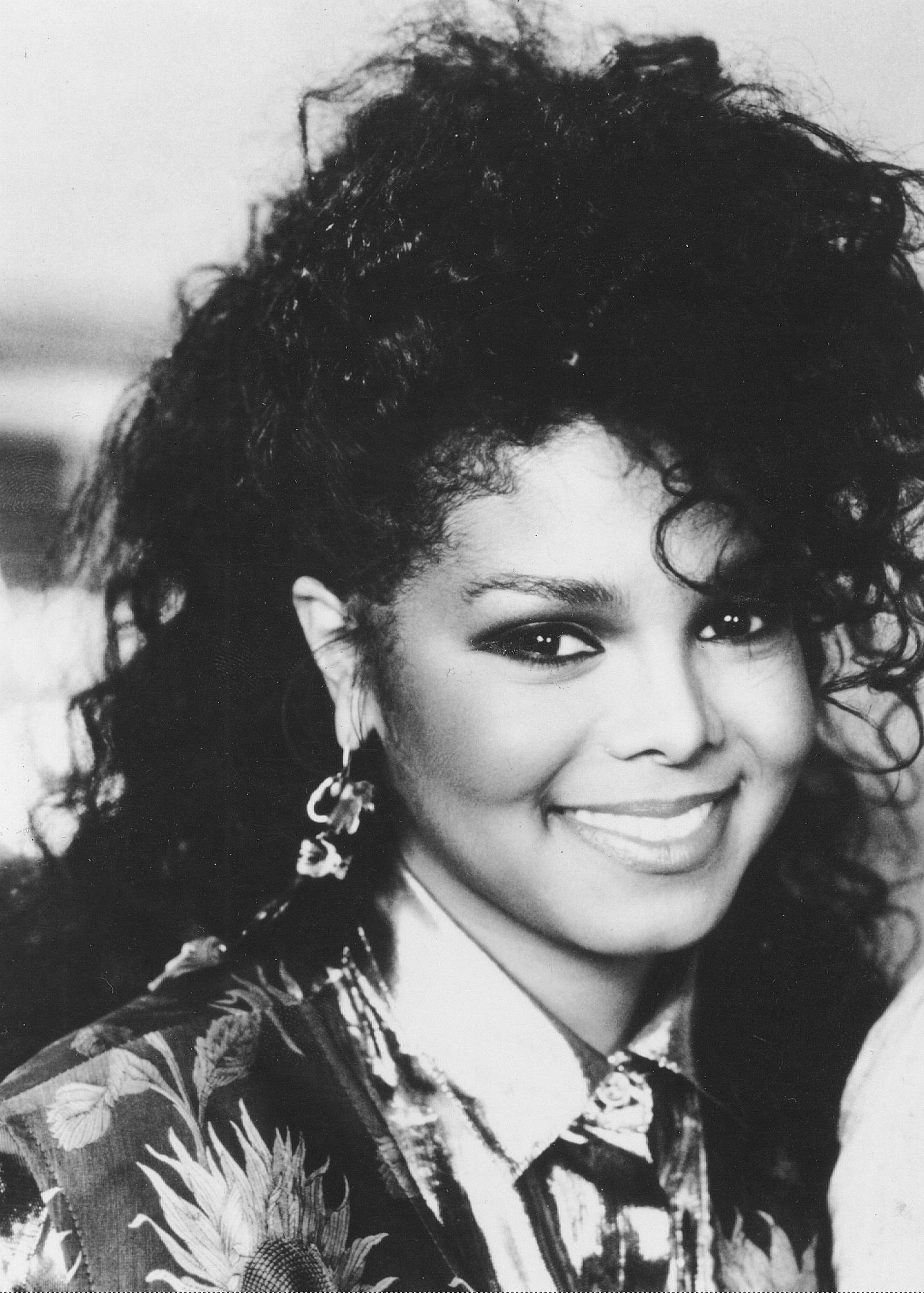
Janet Jackson durante la promozione dell'album nel 1986

L'album rappresentò l'inizio dell'indipendenza artistica della popstar, 19 anni all'epoca della pubblicazione: con Control non solo la cantante licenziò il padre, ma divenne anche autrice del materiale interpretato. Il disco fu coprodotto da due virtuosi delle sonorità rhythm and blues contemporanee, la coppia Jimmy Jam & Terry Lewis quasi agli esordi, che aveva già lavorato con Prince creando quello che fu definito 'il sound di Minneapolis', una sorta di synth pop mischiato con il funk e la new wave. Cominciò così un sodalizio che porterà Janet a produrre assieme al duo un totale di otto album, per oltre trent'anni di collaborazione. I due passarono le ore a sintetizzare e modificare i suoni ottenuti attraverso una drum machine all'avanguardia, la Roland TR-808, ma erano anche due abili autori che avevano già abbozzato diversi pezzi e stavano cercando una voce capace di far quadrare le loro peculiari sonorità con l'energia del pop da classifica generalista. La sinergia con Janet fu istantanea, e nel giro di pochi giorni il trio stava già registrando nuovo materiale.
Jam e Lewis incoraggiarono la Jackson a contribuire con le sue idee, a suonare le tastiere e in generale a divertirsi, dichiarando: «nel corso della realizzazione dell'album la sua fiducia è cresciuta sempre di più. Si è resa conto che era l'unica a trattenere il suo potenziale». Jam, Lewis e Jackson si chiusero in studio, rivelando il meno possibile alla A&M su quello che stavano facendo, lasciando McClain a comunicare con la compagnia a Los Angeles. L'album venne completato in circa sei settimane.
Il disco rappresentò dunque un momento cruciale per la carriera dell'artista e ne segnò la svolta decisiva. 
Jimmy Jam, che ha co-prodotto l'album con il suo partner, Terry Lewis, affermò che la cantante desiderava disperatamente creare un album che dimostrasse di essere in grado di reggersi da sola:
(Jimmy Jam)
Janet Jackson dichiarò anche che il grandioso successo che aveva avuto l'album Thriller (1982) di suo fratello Michael, negli anni precedenti, la ispirò per creare Control:
(Janet Jackson)

### I brani
My control,
Control of what I say,
Control of what I do,
And this time I'm gonna do it my way,
I hope you enjoy this as much as I do,
Are we ready?
I am,
'Cause it's all about control,
And I've got lots of it.»
Il mio controllo,
Controllo di quello che dico,
Controllo di quello che faccio,
E questa volta farò a modo mio,
Spero che vi piaccia quanto piace a me,
Siamo pronti?
Io lo sono,
Perché tutto ha a che fare col controllo,
E io ne ho molto.»
(Janet Jackson nella canzone Control)
L'album si apriva con l'omonima canzone Control, anticipata da questo breve parlato, che descriveva la sua indipendenza dal padre/manager e dalla sua famiglia. Seguivano l'aggressiva Nasty, che conteneva i celebri versi «No my first name ain't baby. It's Janet. Miss Jackson if you're nasty» («No, il mio nome non è baby. È Janet. Signorina Jackson, se sei sgradevole») e l'iconica What Have You Done for Me Lately, entrambe estratte come singoli accompagnati da videoclip di grande successo e entrambe arrivate alla posizione numero uno della classifica rhythm and blues di Billboard. Altri brani degni di nota erano il funk-pop The Pleasure Principle e When I Think of You, diventata la prima canzone di Janet a raggiungere il primo posto della classifica Billboard Hot 100. La ballata Let's Wait Awhile fu un altro successo, raggiungendo la posizione numero due nella stessa classifica e diventando il quinto singolo consecutivo ad entrare nei primi dieci posti.

## Accoglienza
| Recensione                 | Giudizio |
| -------------------------- | -------- |
| AllMusic                   |          |
| Rolling Stone              |          |
| Christgau's Consumer Guide | B        |

Il disco ricevette critiche positive negli anni. Rob Hoerburger di Rolling Stone commentò che la 'tagliente' Janet Jackson è «più preoccupata dell'identità che delle playlist», in quanto in Control dichiara che lei non è più solo la sorella dei Jacksons.
Robert Christgau lo definì un album «dai grandi beat, i suoi più profondi di sempre» aggiungendo però che la voce della cantante avrebbe dovuto maturare ulteriormente per essere presa più sul serio.
AllMusic disse che l'artista, con questo album e con la sua title track, «con passione e grazia, dichiara la sua indipendenza, uscendo dall'ombra gigantesca di suo fratello Michael» affermando che «la vera genialità di Control risiede nel matrimonio della sua voce estremamente sicura di sé con i ritmi enfatici dei maghi della produzione R&B Jimmy Jam e Terry Lewis».
Julian Kimble di Billboard dichiarò che «Control riguarda la liberazione. È il momento in cui Janet Jackson ha smesso di essere la sorellina di Michael e ha iniziato il cammino verso un catalogo che rivaleggia con lui. È quando ha stabilito la propria eredità, invece di vivere alle spalle della sua famiglia».
Wesley Morris del New York Times sostenne che «Ha senso ammirare Control come un album sull'indipendenza. È un racconto convincente sulla libertà in cui la signora Jackson si libera dalle soffocanti richieste degli uomini per fare le proprie richieste e dove si concede il permesso di definire la propria sensualità».

### Premi e riconoscimenti
A Jimmy Jam e Terry Lewis il disco fruttò un Grammy Award come "Produttore dell'anno (non classico)" nel 1987. Nel 1989, Rolling Stone inserì l'album al numero 28 della sua classifica dei "100 migliori album degli anni Ottanta" mentre, nel 2007, la Rock and Roll Hall of Fame lo ha inserito al numero 87 nella sua lista "200 Definitive Albums of All Time". Nel 2016 l'album è stato selezionato per essere esposto nel Museo nazionale di storia e cultura afroamericana. Nel 2018 venne inserito da Pitchfork alla posizione numero 6 nella classifica dei "200 migliori album degli anni Ottanta". Appare inoltre al numero 111 della lista de I 500 migliori album secondo Rolling Stone.

## Tracce
1. Control – 6:00 (James Harris III, Janet Jackson, Terry Lewis)
2. Nasty – 4:05 (James Harris III, Janet Jackson, Terry Lewis)
3. What Have You Done for Me Lately – 5:00 (James Harris III, Janet Jackson, Terry Lewis)
4. You Can Be Mine – 5:15 (James Harris III, Janet Jackson, Terry Lewis)
5. The Pleasure Principle – 5:00 (Monte Moir)
6. When I Think of You – 3:55 (James Harris III, Terry Lewis)
7. He Doesn't Know I'm Alive – 3:30 (Spencer Bernard)
8. Let's Wait Awhile – 4:40 (Melanie Andrews, James Harris III, Janet Jackson, Terry Lewis)
9. Funny How Time Flies (When You're Having Fun) – 4:30 (James Harris III, Janet Jackson, Terry Lewis)

## Successo commerciale
L'album fu il primo vero successo di Janet Jackson: vendette oltre 10 milioni di copie nel mondo, sette delle sue nove canzoni furono estratte come singoli, di cui sei entrarono nei primi venti posti della classifica americana, e cinque di loro si piazzarono nei primi cinque. Alla fine del 1986, Janet Jackson ricevette sei certificazioni nella classifica di fine anno dei migliori artisti di Billboard, rispettivamente come: "Top Black Artist", "Top Black Singles Artist", "Top Dance Club Play Artist", "Top Dance Sales Artist", "Top Pop Singles Artist", "Top Pop Singles Artist, Female".  A marzo 2017, sempre Billboard collocò l'album al quarto posto come "Album rhythm and blues di maggior successo di un'artista femminile" e al sedicesimo come "Album rhythm and blues di maggior successo di tutti i tempi".

## Classifiche
| Classifica (1986) | Posizione massima |
| ----------------- | ----------------- |
| Australia         | 25                |
| Canada            | 11                |
| Germania          | 36                |
| Giappone          | 57                |
| Nuova Zelanda     | 5                 |
| Paesi Bassi       | 7                 |
| Regno Unito       | 8                 |
| Stati Uniti       | 1                 |
| Svezia            | 47                |
| Svizzera          | 28                |